# 皮耶拉韋西

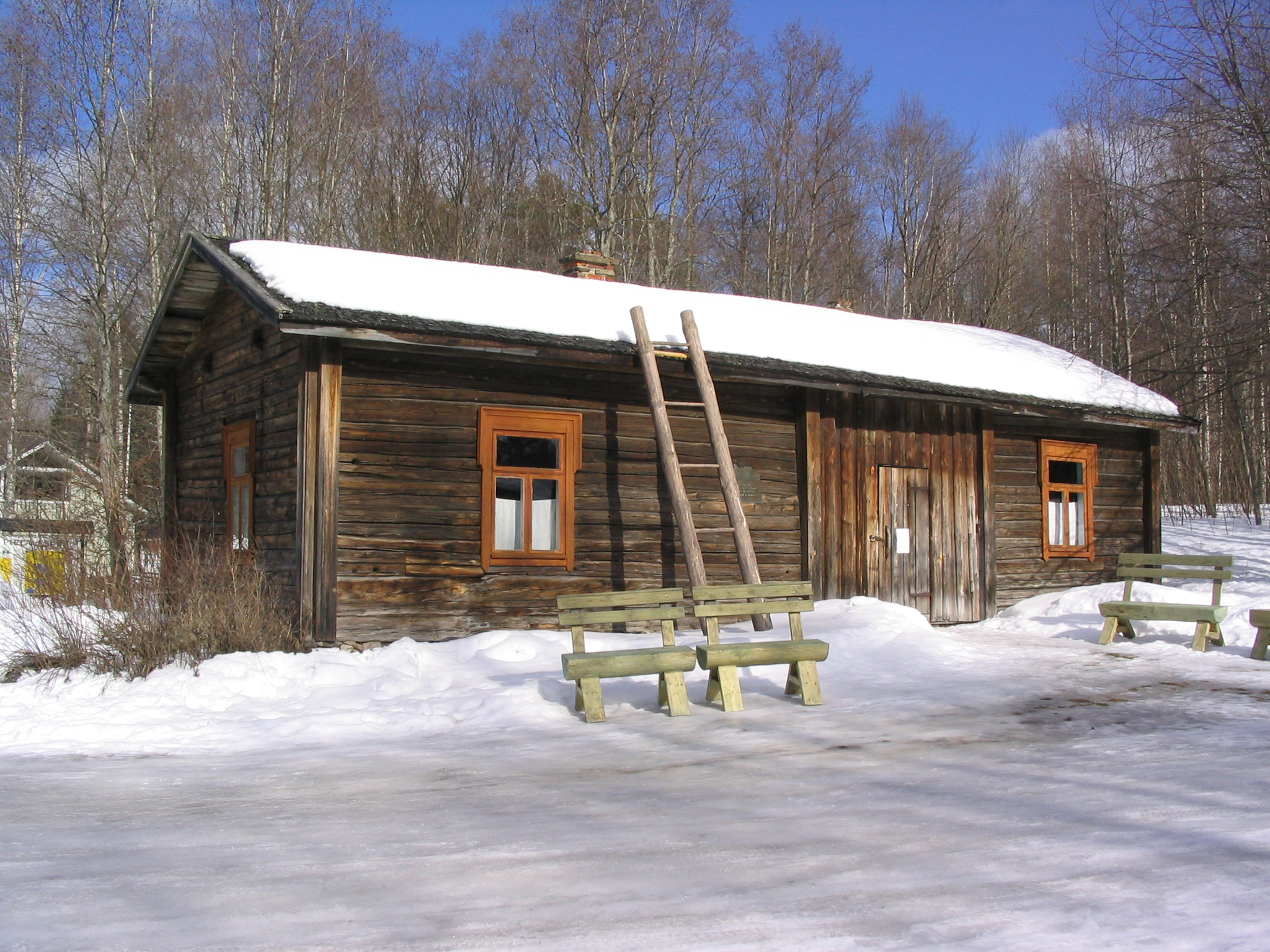

皮耶拉韋西是芬蘭的城鎮，位於該國中部，由北薩沃尼亞區負責管轄，距離伊薩爾米52公里，面積1,407平方公里，2013年人口5,002，人口密度為每平方公里4.34人。

## 外部連結
- Municipality of Pielavesi （页面存档备份，存于） – Official website （文）